# Pruchnik
Pruchnik (anteriormente Próchnik) é um município da Polônia, na voivodia da Subcarpácia, condado de Jarosław e sede da comuna de Pruchnik. Estende-se por uma área de 19,9 km², com 3 757 habitantes, segundo os censos de 2016, com uma densidade de 188,7 hab/km².
Encontra-se na terra histórica de Przemyśl.

## Localização geográfica
A cidade está situada na margem do rio Mleczka, no extremo sul do condado de Jarosław, na estrada de Rzeszów para Przemyśl. É uma cidade histórica - casas de madeira características com arcadas.
O entorno - áreas tipicamente agrícolas, paisagem montanhosa, pouco arborizada, no sul um pouco mais elevada; as colinas arborizadas das montanhas Dynów são visíveis.
A cidade tem um desenho de ruas com uma grande praça central e uma divisão informal da cidade em: Pruchnik Dolny e Pruchnik Górny (as duas últimas se chamam Pruchnik Wieś).

## História
Pruchnik era uma cidade nobre privada fundada em 1436, localizada na voivodia da Rutênia. No século XVII, a cidade tinha cerca de 600 habitantes e várias mestres de artesanato. Era um importante centro de comércio e artesanato da região. Nos anos posteriores, houve um declínio gradual da importância econômica que culminou, em 1934, com a perda dos direitos de cidade.
A presença de judeus em Pruchnik é mencionada desde o século XVI. Em 1744, uma casa de oração judaica existia aqui. Na década de 1860, uma comuna religiosa foi fundada. Em 1831, 3 474 católicos e 239 judeus viviam na cidade, em 1869 - 2 920 católicos e 700 judeus, em 1886 - 5 301 católicos e 957 judeus, em 1897 - 6 066 católicos e 3 000 judeus, em 1909 - 5 286 católicos e 504 judeus, em 1928 - 7 695 católicos e 1 090 judeus. Em novembro de 1918, ocorreram incidentes antissemitas em Pruchnik (camponeses, entre outros, roubaram e destruíram lojas judaicas), que foram contidos pela polícia e pelo exército.
Em novembro de 1939 (durante a ocupação nazista), por iniciativa do advogado ucraniano Harasimov, prefeito nomeado pelo invasor, cerca de 100 famílias judias foram expulsas para além do rio San. As autoridades soviéticas contudo, não as deixaram entrar nos territórios ocupados pela União Soviética e depois de duas semanas elas retornaram. Em agosto de 1942, os alemães deportaram judeus de Pruchnik para o gueto de Bircza e depois os mataram nas florestas de Wólka Pełkińska. Alguns deles foram levados pelos alemães ao cemitério católico de Pruchnik e mortos a tiros. Após a guerra, um memorial foi colocado no local das morte e um pedestal com a inscrição "Nesses campos, de 1942 a 1943, criminosos nazistas assassinaram 67 pessoas de nacionalidade judaica. Pruchnik - setembro de 1969 ". Os judeus deixados para trás pelos alemães foram enviados para um campo de trânsito em Pełkinia ou para o campo de extermínio em Bełżec. Um cemitério judeu devastado sobreviveu na cidade.
Após as batalhas com as forças de ocupação alemãs, a cidade foi ocupada pelo exército soviético em 27 de julho de 1944.
Nos anos de 1975-1998, a vila esteve na voivodia de Przemyśl.
Após 77 anos, em 1 de janeiro de 2011, Pruchnik recuperou seus direitos municipais.

## Arquitetura

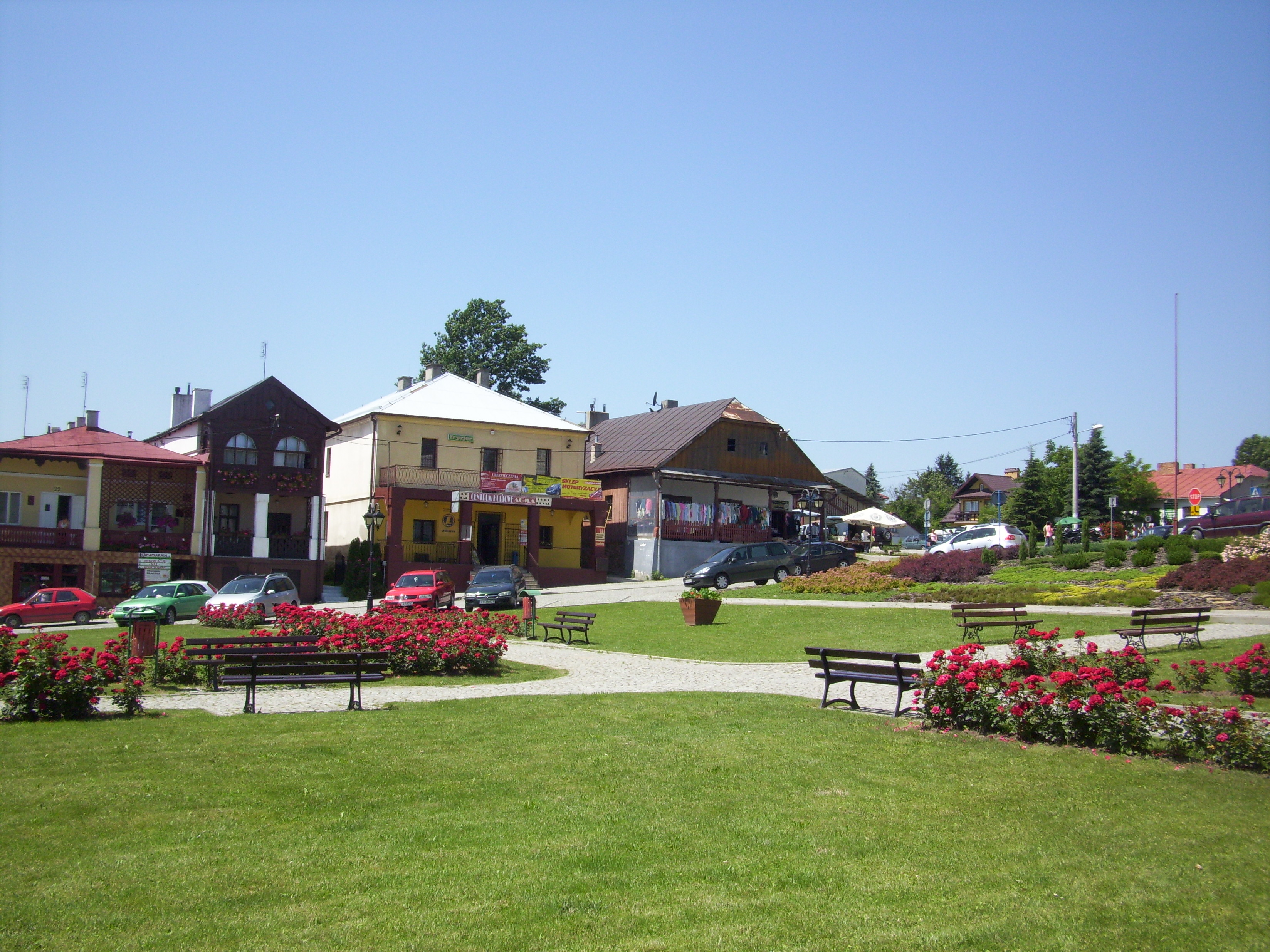
Praça principal

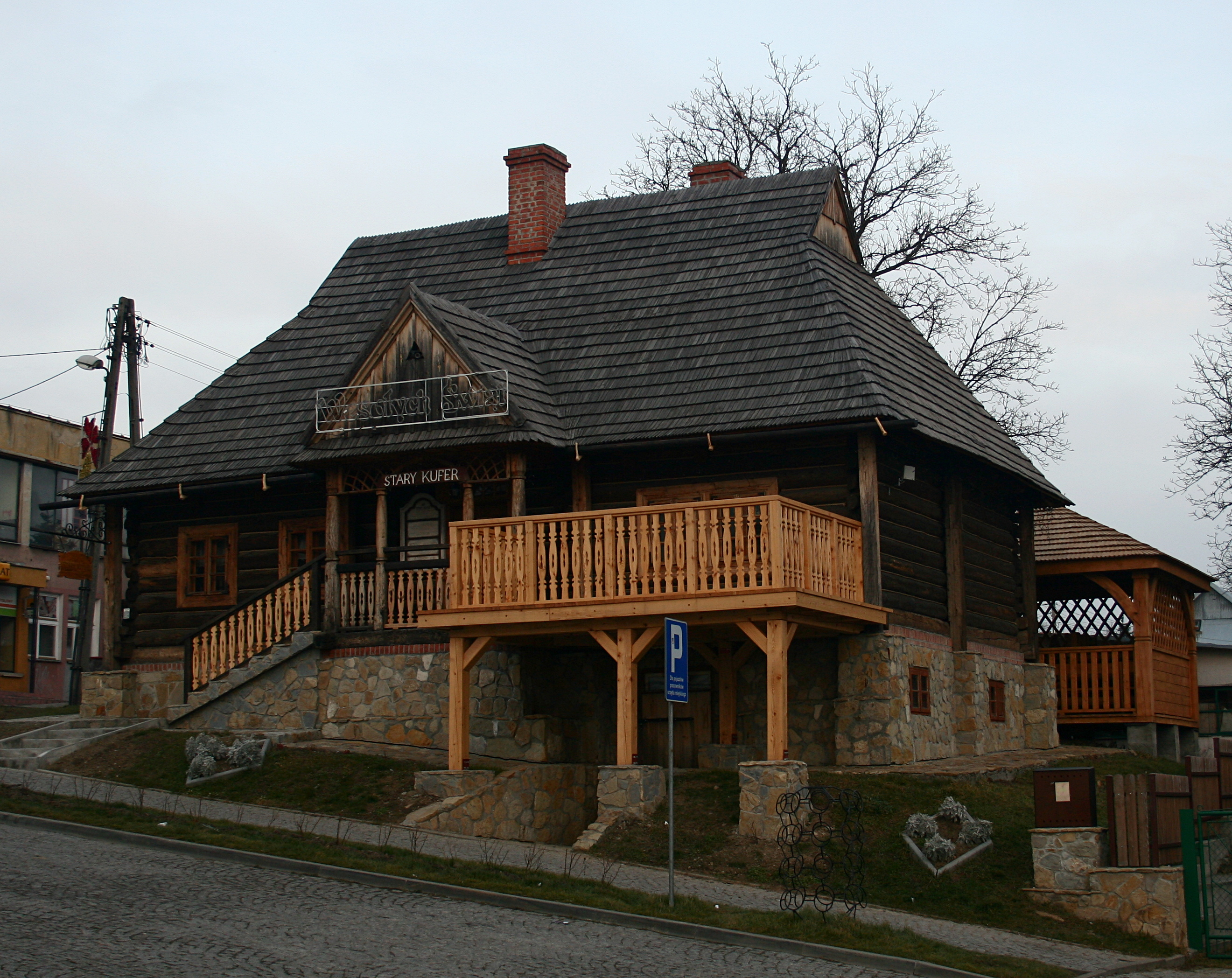
Uma das casas na praça principal

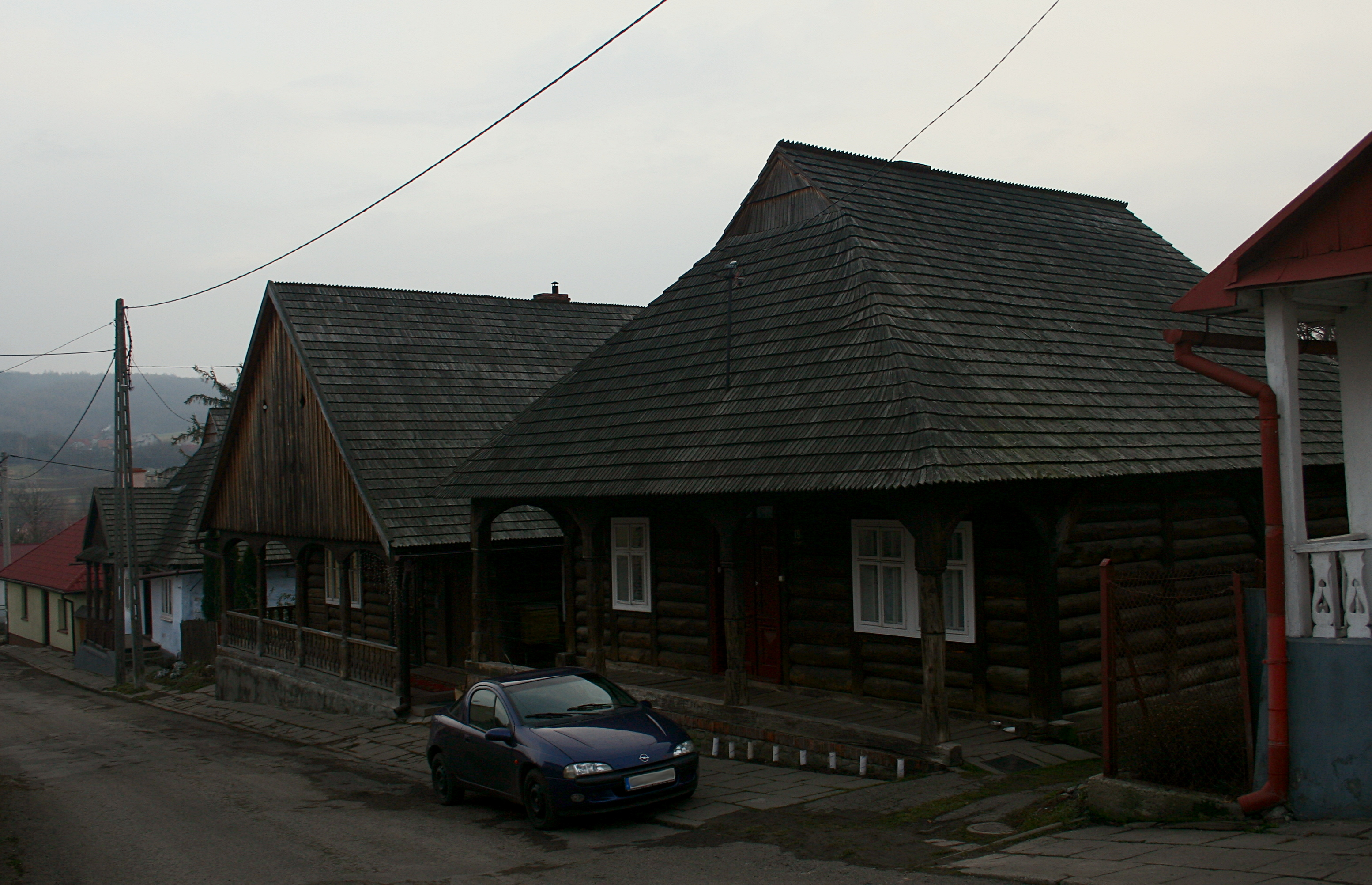
Casas na praça principal

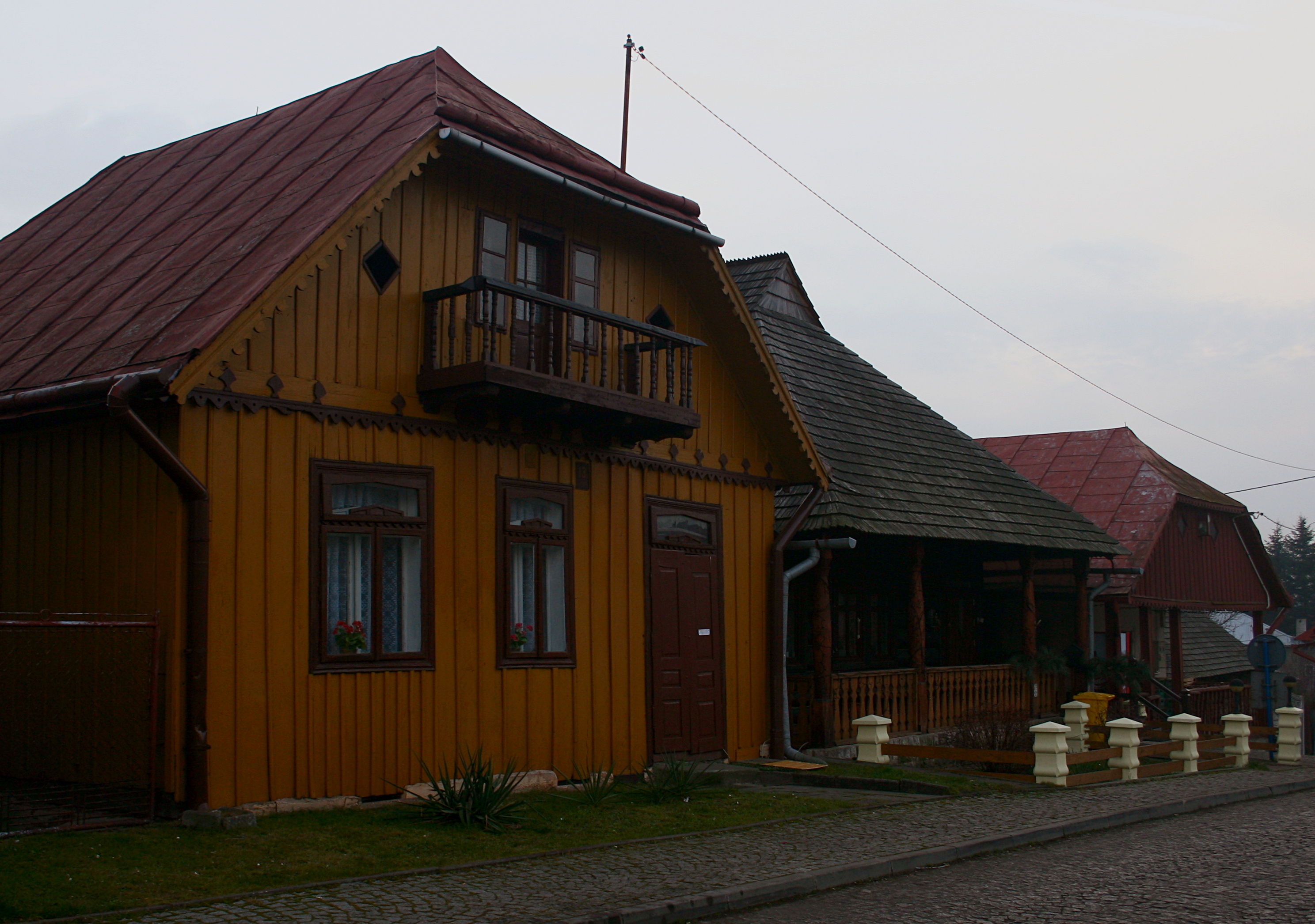
Casas na praça principal

O centro preservou seu traçado espacial original, que provavelmente ainda foi moldado na época da fundação da cidade, com a praça principal e várias ruas saindo dela. Dos prédios típicos de madeira das cidades pequenas, muito degradadas, sobreviveram cerca de 40 edifícios, a maioria com arcadas características, que antes serviam como residência, oficina de artesanato e ponto de comércio. Alguns delas foram reformadas. As mais antigas são do século XVIII.

## Comunidades religiosas
- Igreja Católica Romana (decano de Pruchnik):
  - Paróquia de São Nicolau Bispo
- Igreja Católica Grega:
  - Igreja da Dormição da Mãe de Deus
- Cemitério judeu

## Cultura
- Museu Paroquial de Pruchnik

A prática tradicional associada à celebração da Páscoa era a Malhação de Judas em Pruchnik. O que foi preparado em 2019, segundo muitos observadores, tinha as características estereotipadas de um judeu ortodoxo, que provocou protestos das comunidades judaicas. "Judas" foi pendurado em um poste à noite, da quinta para a sexta-feira santa. No dia seguinte, o boneco foi transferido para a igreja. Depois veio o "julgamento de Judas", que consistia em bater no boneco com um graveto para cada prata que Judas recebeu por trair Cristo. A surra do boneco contou com a presença de crianças incentivadas por adultos. Após o "julgamento", o boneco foi levado ao rio. A cabeça foi cortada e o tronco foi incendiado e jogado na água. Retomado, após uma pausa de vários anos, o ritual da Páscoa do "julgamento de Judas", durante o qual os gritos hostis aos judeus eram encorajados a serem espancados, foi considerado antissemita e condenado pelo Congresso Mundial de Judeus, pelo Episcopado da Polônia e pelo Ministro do Interior e Administração.
Em 2017, Jan Jakub Kolski gravou o filme Ułaskawienie na cidade. O local foi escolhido porque o filme foi feito graças ao apoio financeiro da voivodia da Subcarpácia e da comunidade de Rzeszów, como parte do Fundo Regional de Cinema da Subcarpácia.

## Esporte
Há um clube de futebol na cidade, Start Pruchnik. Na temporada 2019/2020, o clube se apresenta pela segunda vez na história na 4.ª Liga da Subcarpácia.